# Roman Jebavý
Roman Jebavý, né le 16 novembre 1989 à Turnov (alors en Tchécoslovaquie), est un joueur de tennis professionnel tchèque.

## Carrière tennistique
Roman Jebavý réalise de meilleurs résultats en double qu'en simple. Il remporte son premier tournoi sur le circuit ATP en double à l'occasion du tournoi d'Istanbul en 2017, associé à son compatriote Jiří Veselý. Il remporte un second titre à Saint-Pétersbourg avec Matwé Middelkoop.
Il a également remporté 9 tournois Challenger en double entre 2014 et 2017 : Prague, Liberec et Trnava en 2014, Poprad en 2015, Côme, Banja Luka et Casablanca en 2016, Cherbourg et Heilbronn en 2017.

## Palmarès

### Titres en double messieurs
| No | Date       | Nom et lieu du tournoi                 | Catégorie | Dotation    | Surface      | Partenaire       | Finalistes                          | Score     |          |
| -- | ---------- | -------------------------------------- | --------- | ----------- | ------------ | ---------------- | ----------------------------------- | --------- | -------- |
| 1  | 01-05-2017 | TEB BNP Paribas Istanbul Open Istanbul | ATP 250   | 439 005 €   | Terre (ext.) | Jiří Veselý      | Tuna Altuna Alessandro Motti        | 6-0, 6-0  | Parcours |
| 2  | 18-09-2017 | St. Petersburg Open Saint-Pétersbourg  | ATP 250   | 1 000 000 $ | Dur (int.)   | Matwé Middelkoop | Julio Peralta Horacio Zeballos      | 6-4, 6-4  | Parcours |
| 3  | 30-07-2018 | Generali Open Kitzbühel                | ATP 250   | 501 345 €   | Terre (ext.) | Andrés Molteni   | Daniele Bracciali Federico Delbonis | 6-2, 6-4  | Parcours |
| 4  | 04-02-2019 | Córdoba Open Córdoba                   | ATP 250   | 527 880 $   | Terre (ext.) | Andrés Molteni   | Máximo González Horacio Zeballos    | 6-4, 7-64 | Parcours |

### Finales en double messieurs
| No | Date       | Nom et lieu du tournoi                | Catégorie | Dotation    | Surface      | Vainqueurs                      | Partenaire       | Score            |          |
| -- | ---------- | ------------------------------------- | --------- | ----------- | ------------ | ------------------------------- | ---------------- | ---------------- | -------- |
| 1  | 20-05-2018 | Open Parc Auvergne-Rhône-Alpes Lyon   | ATP 250   | 501 345 €   | Terre (ext.) | Nick Kyrgios Jack Sock          | Matwé Middelkoop | 7-5, 2-6, [11-9] | Parcours |
| 2  | 16-07-2018 | Plava Laguna Croatia Open Umag        | ATP 250   | 501 345 €   | Terre (ext.) | Robin Haase Matwé Middelkoop    | Jiří Veselý      | 6-4, 6-4         | Parcours |
| 3  | 17-09-2018 | St. Petersburg Open Saint-Pétersbourg | ATP 250   | 1 175 190 $ | Dur (int.)   | Matteo Berrettini Fabio Fognini | Matwé Middelkoop | 7-66, 7-64       | Parcours |
| 4  | 26-07-2021 | Generali Open Kitzbühel               | ATP 250   | 419 470 €   | Terre (ext.) | Alexander Erler Lucas Miedler   | Matwé Middelkoop | 7-5, 7-65        | Parcours |

## Parcours dans les tournois duGrand Chelem

### En double messieurs
| Année | Open d'Australie               | Open d'Australie              | Internationaux de France       | Internationaux de France     | Wimbledon                     | Wimbledon                      | US Open                       | US Open                    |
| ----- | ------------------------------ | ----------------------------- | ------------------------------ | ---------------------------- | ----------------------------- | ------------------------------ | ----------------------------- | -------------------------- |
| 2017  | —                              | —                             | 1/8 de finale Jiří Veselý      | R. Dutra Silva Paolo Lorenzi | 1er tour (1/32) Jiří Veselý   | Jamie Murray Bruno Soares      | 1er tour (1/32) Jiří Veselý   | Bob Bryan Mike Bryan       |
| 2018  | 1er tour (1/32) Jiří Veselý    | R. Lindstedt F. Škugor        | 1er tour (1/32) A. Vasilevski  | M. Demoliner S. González     | 2e tour (1/16) Andrés Molteni | J. S. Cabal Robert Farah       | 1/8 de finale Andrés Molteni  | M. González Nicolás Jarry  |
| 2019  | 1er tour (1/32) Andrés Molteni | Jamie Murray Bruno Soares     | 1er tour (1/32) Andrés Molteni | M. Middelkoop Tim Pütz       | 1/8 de finale Philipp Oswald  | J. S. Cabal Robert Farah       | 1er tour (1/32) M. Middelkoop | Robin Haase Wesley Koolhof |
| 2020  | 1er tour (1/32) Igor Zelenay   | Austin Krajicek Franko Škugor | —                              | —                            | Annulé                        | Annulé                         | —                             | —                          |
| 2021  | —                              | —                             | —                              | —                            | 1er tour (1/32) Jiří Veselý   | Alastair Gray Aidan McHugh     | —                             | —                          |
| 2022  | —                              | —                             | 1er tour (1/32) M. Sabanov     | M. Cressy F. López           | 1er tour (1/32) Hunter Reese  | H. Hach Verdugo Philipp Oswald | —                             | —                          |
| 2023  | —                              | —                             | 2e tour (1/16) L. D. Martínez  | Sander Gillé Joran Vliegen   | —                             | —                              |                               |                            |

N.B. : le nom du partenaire se trouve sous le résultat ; le nom des ultimes adversaires se trouve à droite.

### En double mixte
| Année | Open d'Australie | Open d'Australie | Internationaux de France | Internationaux de France | Wimbledon                      | Wimbledon                   | US Open                        | US Open                      |
| ----- | ---------------- | ---------------- | ------------------------ | ------------------------ | ------------------------------ | --------------------------- | ------------------------------ | ---------------------------- |
| 2017  | —                | —                | —                        | —                        | 3e tour (1/8) Lucie Hradecká   | Martina Hingis Jamie Murray | —                              | —                            |
| 2018  | —                | —                | —                        | —                        | 1er tour (1/32) Lucie Hradecká | V. Azarenka Jamie Murray    | 1er tour (1/16) Lucie Hradecká | Elina Svitolina Bruno Soares |

N.B. : le nom de la partenaire se trouve sous le résultat ; le nom des ultimes adversaires se trouve à droite.

## Parcours enCoupe Davis
| #                                                                    | Date          | Lieu    | Surface      | Gagnant(s)                   | Perdant(s)                 | Score                |          |
|                                                                      |               |         |              |                              |                            |                      |          |
| 2017 - play-off (groupe mondial) - Pays-Bas - République tchèque 3:2 |               |         |              |                              |                            |                      |          |
| 1                                                                    | 15-17/09/2017 | La Haye | Terre (int.) | Robin Haase Matwé Middelkoop | Adam Pavlásek Roman Jebavý | 4-6, 6-4, 7-61, 6-4, | Parcours |

## Classements ATP en fin de saison
| Année          | 2004 | 2005 | 2006 | 2007 | 2008 | 2009 | 2010 | 2011 | 2012 | 2013 | 2014 | 2015 | 2016 | 2017 | 2018 | 2019 | 2020 | 2021 | 2022 |
| Rang en simple | –    | –    | –    | 1277 | 426  | 580  | 521  | 428  | 437  | 374  | 526  | 1059 | 924  | –    | –    | –    | –    | –    | –    |
| Rang en double | 1752 | 1288 | 1439 | 1169 | 307  | 342  | 374  | 233  | 306  | 231  | 137  | 215  | 104  | 59   | 49   | 64   | 108  | 87   | 91   |

Source : (en) Classements de Roman Jebavý sur le site officiel de la Fédération internationale de tennis